# Marvin Payne
Marvin Payne, né le 17 avril 1955, est un ancien joueur américain de basket-ball.

## Biographie
Marvin Payne arrive au Limoges CSP en 1980 et mit en concurrence avec Mark Wickman. Il ne joue que 7 matchs mais produit plus de 13 points par matchs. Finalement, il ne reste pas au Limoges CSP.